# توتش كانيتز
توتش كانيتز (بالتركية: Tuğçe Canıtez)‏ مواليد 10 نوفمبر 1990 في إزمير، تركيا، هي لاعبة كرة سلة تركية. تلعب مع نادي فنربخشة في الدوري التركي لكرة السلة للسيدات. وتحمل الرقم 12. يبلغ طولها 6 قدم 2 بوصة (1.9 م). مثلت منتخب بلادها. شاركت في دورة الألعاب الأولمبية الصيفية سنة 2012.

## سجل المنافسة
شاركت في المنافسات التالية:
- الألعاب الأولمبية الصيفية 2012
- الألعاب الأولمبية الصيفية 2016
- كأس العالم لكرة السلة للسيدات 2014

## روابط خارجية
- توتش كانيتز على موقع الاتحاد الدولي لكرة السلة (الإنجليزية)
- توتش كانيتز على موقع كرة السلة الأوروبية.كوم (الإنجليزية)
- توتش كانيتز على موقع بروبوليرز (الإنجليزية)
- توتش كانيتز على موقع سبورتس رفرنس (الإنجليزية)
- توتش كانيتز على موقع اللجنة الأولمبية الدولية (الإنجليزية)
- توتش كانيتز على موقع أوليمبيديا (الإنجليزية)